# Michael Gasser (Bildhauer)
Michael Gasser († 9. April 1677 in Hall in Tirol) war ein aus Bayern stammender, in Tirol tätiger Barockbildhauer.

## Leben
Über die Ausbildung des aus Irsing bei Bad Tölz in Oberbayern stammenden Michael Gasser ist nichts bekannt. Nach dreimaligem Ansuchen erhielt er am 26. November 1649 das Haller Bürgerrecht und ließ sich dort als Bildhauer nieder. Schon zu Beginn seiner Tätigkeit in Tirol erhielt er größere Aufträge und schuf Statuen und Altäre für mehrere Kirchen im Tiroler Unterland.
Michael Gasser steht in der Tradition der Weilheimer Schule. Seine Werke, darunter mehrere Madonnen vom Typus der Patrona Bavariae, entsprechen in ihrer statuarischen Haltung und dem kaum gebauschten, die Vertikale betonenden Faltenwurf dem Frühbarock.
Sein Sohn Johann Jakob Gasser war ebenfalls als Bildhauer in Hall tätig.

## Werke

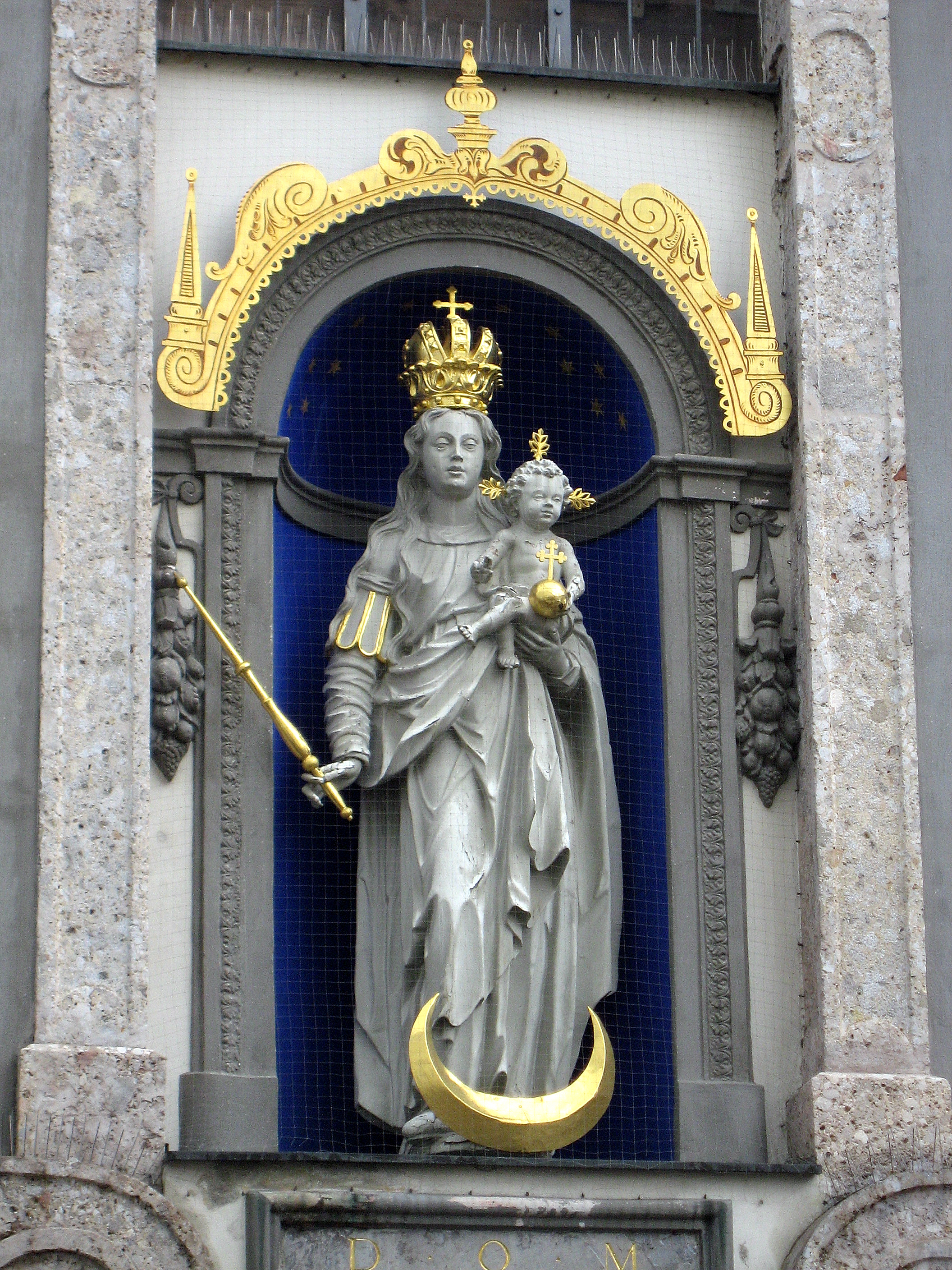
Madonna mit Kind an der Fassade der Haller Jesuitenkirche

- Statuen am Hochaltar, Pfarrkirche Schwaz, 1648–1650 (nicht erhalten)[1]
- Kreuzigungsgruppe an der Schlosskapelle Freundsberg, Schwaz, um 1650
- Statue der Madonna mit Kind an der Fassade der Pfarrkirche Schwaz, um 1650
- Statuen (Madonna mit Kind, Salvator, Heilig-Geist-Taube) an der Fassade der Jesuitenkirche Hall, 1653
- Hochaltar, Pfarrkirche Volders, 1656 (mit Goerg Seltsam)
- Madonna mit Kind, Spitalskirche Hall, 1671